# Callipepla douglasii
Callipepla douglasii là một loài chim trong họ Odontophoridae.